# Bruges-Capbis-Mifaget
Bruges-Capbis-Mifaget är en kommun i departementet Pyrénées-Atlantiques i regionen Nouvelle-Aquitaine i sydvästra Frankrike. Kommunen ligger i kantonen Nay-Ouest som tillhör arrondissementet Pau. År 2022 hade Bruges-Capbis-Mifaget 850 invånare.

## Befolkningsutveckling
Antalet invånare i kommunen Bruges-Capbis-Mifaget
| Referens: INSEE |